# Trinidad y Virgen con el Niño junto a la chimenea
Trinidad y Virgen con el Niño junto a la chimenea es un díptico pintado al óleo sobre tabla de roble por el maestro primitivo flamenco Robert Campin en los años 1430, conservado en el Museo del Hermitage de San Petersburgo. Sus pequeñas dimensiones de 34,3 x 24,5 cm cada una indican que fue una obra encargada para la devoción privada.
La obra está dedicada a dos de los principales dogmas del cristianismo: Encarnación en la tabla derecha con Jesús infante y Redención en la tabla izquierda con el cuerpo de Cristo tras la crucifixión mostrado formando parte de otro dogma central, la Trinidad.

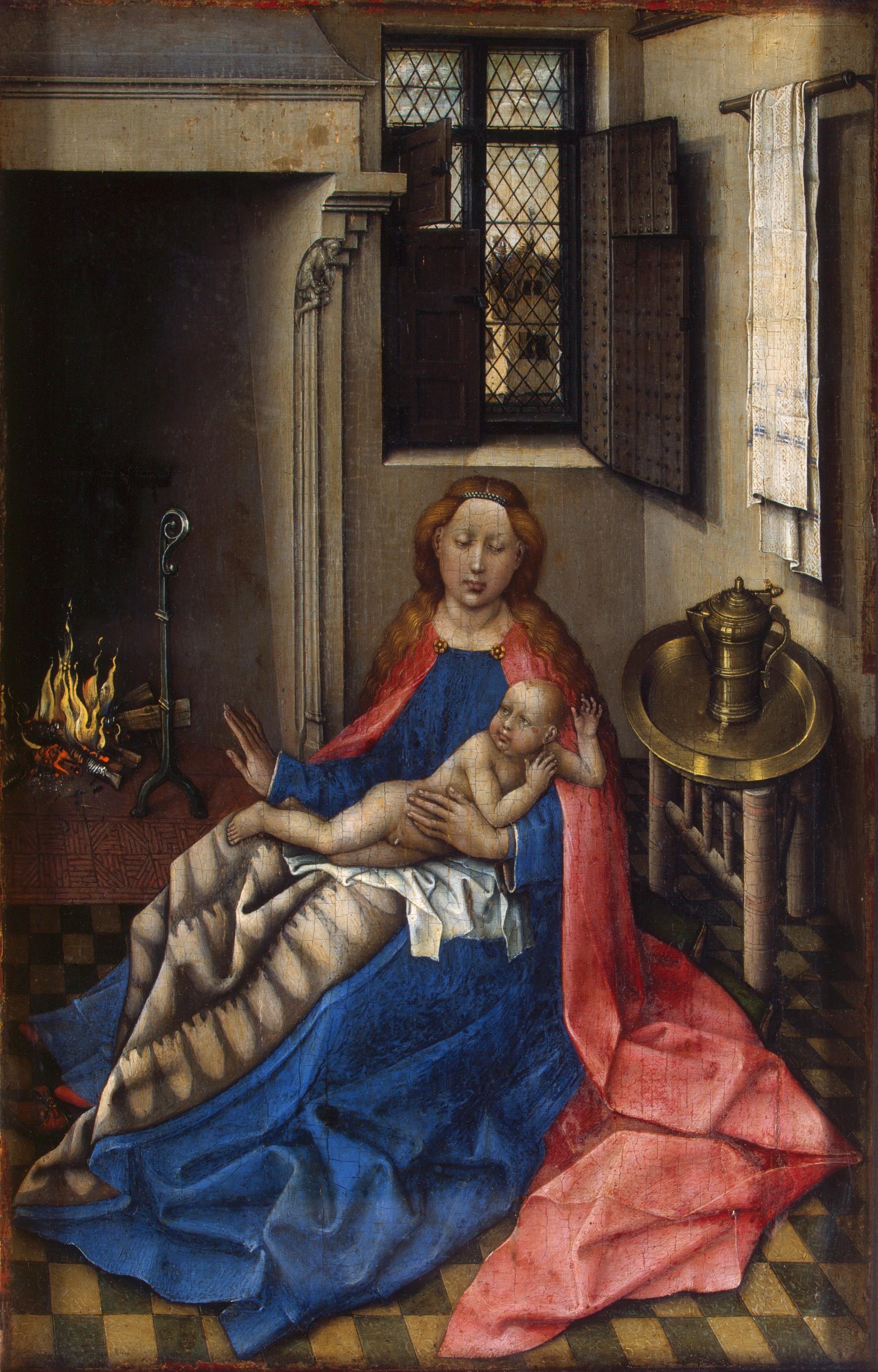
Virgen con el Niño junto a la chimenea.

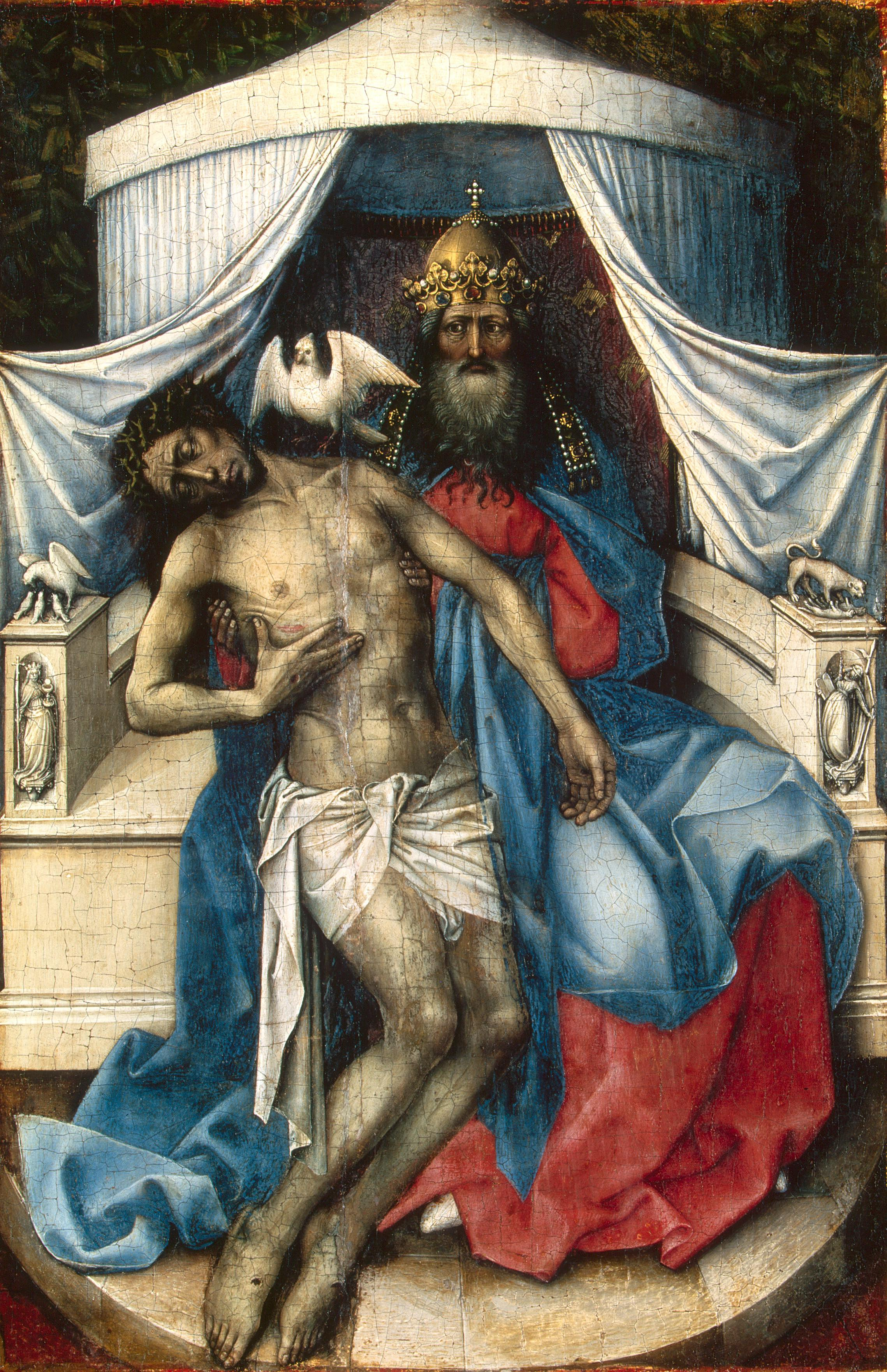
La Trinidad.

## Panel izquierdo, Trinidad
En el centro aparece solemne Dios Padre sentado en un trono de mármol, con atributos papales, sosteniendo el cuerpo de Cristo crucificado, en cuyo hombro se va a posar una paloma blanca, símbolo del Espíritu Santo. 
En los reposabrazos del trono aparecen dos pequeños relieves y esculturas. En el de la derecha, un altorrelieve con forma de elegante figura femenina coronada sosteniendo una vara cruciforme y un cáliz, simbolizando a la Iglesia. La escultura arriba muestra un pelícano alimentando con su sangre a sus polluelos, símbolo de la Redención de Cristo y la Eucaristía. En el de la izquierda, una figura femenina con los ojos vendados, sosteniendo las tablas mosáicas y una vara rota, simbolizando a la Sinagoga. Arriba, la escultura representa a una leona con la boca abierta inclinada sobre tres cachorros tendidos patas arriba, ilustrando una leyenda popular en la Edad Media sobre una leona que alumbró cachorros muertos y a los tres días los revivió con un fuerte rugido, interpretado como alusión a la muerte temporal de Cristo y su resurrección al tercer día a la llamada de Dios Padre.
Sobre el trono hay una tienda blanca simétricamente abierta a modo de dosel. Las figuras y composición son góticas y de hecho recuerdan mucho a las esculturas contemporáneas.

## Panel derecho, Virgen con el Niño junto a la chimenea
La tabla derecha, en cambio, es novedosa en composición e iconografía. La Virgen con el Niño aparece en un interior doméstico acomodado, propio de la burguesía flamenca de la época, plasmado con detalle. Esta vestida con un rico vestido azul y capa roja, sosteniendo al Niño sobre sus rodillas y un manto de armiño, en el acto maternal de secarle tras el baño, extendiendo su mano derecha hacia el fuego de la chimenea, para calentarle frotándole con ella; probablemente a ojos medievales esto también sería una indicación temporal, entonces una persona calentándose junto a la chimenea simbolizaba el mes de enero. La gran chimenea está decorada con molduras de estuco, una de ellas con la figura de un bufón. A la derecha, sobre una mesita, aguamanil y jofaina de cobre, con una toalla en un colgador. Los instrumentos para lavarse simbolizan además la pureza de María, así como la Eucaristía y el Bautismo, mientras la mesilla triangular, muy similar a la presente en Virgen de la pantalla de mimbre, alude a la Trinidad. El piso es de baldosas en dos tonos y la casa de enfrente asoma en la ventana medio cubierta por los postigos.
La luz se filtra en el interior y las sombras caen sobre la pared encalada. Lo hacen sin lógica, porque Campin todavía no dominaba bien la perspectiva y efectos de luz, pero el intento es innovador.

## Procedencia
La obra no aparece mencionada hasta mediados del siglo XIX, cuando se encontraba en la colección de Dmitri Pavlovich Tatischev aunque se desconoce cómo llegó a ella. El catálogo del Hermitage de 1902, así como el trabajo de E. K. Lipgart en 1911, establecen que el díptico fue comprado por Tatischev en España, donde fue embajador de 1815 a 1821. Pero antes Tatischev fue embajador en Nápoles (1802-1808, donde comenzó su colección de arte), y después de Madrid en los Países Bajos (en 1821), y luego vivió en Viena (1826-1841), por lo que el lugar de adquisición solo se puede conjeturar.
Después de la muerte de Tatischev, su colección, incluyendo el díptico de Campin, fue legada al Museo del Hermitage. Ambas tablas se exhiben separadas y enmarcadas de modo similar en la sala 261. A finales del año 2019, fue retirado de la exhibición para proceder a su restauración.